# Печки (Псковская область)
Печки́ — деревня в Печорском районе Псковской области России. Входит в состав сельского поселения «Новоизборская волость».
Расположена у побережья Псковского озера, в 11 км к северу от волостного центра, деревни Новый Изборск. Связана с областным центром автодорогой Печки — Неёлово — Псков.

## Население
Численность населения деревни на конец 2000 года составляла 127 жителей.
| 2001 | 2002 | 2010 |
| ---- | ---- | ---- |
| 127  | ↗352 | ↘107 |

## История
Наиболее ранние упоминание Пецкой губы, как места сражения псковичей с немцами, в Псковских летописях относится к 1480 году. В 1483 г. была поставлена "церковь Георгиа в Печки". В Писцовых книгах 1585-87 гг. погост Печки также упоминается как центр Пецкой губы. А в 1627 г. говорится, что Василий Болдин поставил кабак в Печки. В деревне Печках во время Второй мировой войны, нацистами была организована разведшкола, в которой готовили от 80 до 100 шпионов и диверсантов для засылки в партизанские отряды и в тыл Красной армии; в ней в тесном контакте с руководством школы работали монахи Псково-Печерского монастыря и члены  профашистской организации «Молодые русские энтузиасты», помогая отбирать проверенных кандидатов. 
Ударение в названии падает на второй слог.